# 広瀬一郎
広瀬 一郎（ひろせ いちろう、1955年9月16日 - 2017年5月2日）は、日本のスポーツコンサルタント、実業家。2013年の静岡県知事選挙では広瀬 イチロー（ひろせ いちろー）名義で立候補した。
株式会社電通第八連絡局、株式会社電通コーポレートコミュニケーション局勤務を経て、株式会社スポーツ・ナビゲーション代表取締役、独立行政法人経済産業研究所上席研究員、スポーツ総合研究所株式会社代表取締役所長、江戸川大学社会学部教授、多摩大学大学院教授、特定非営利活動法人スポーツマンシップ指導者育成会理事長などを歴任した。

## 概要
広告代理店である電通に勤務し、スポーツイベント事業に携わっていた。電通退職後は、自身が設立し経営する「スポーツ総合研究所」の代表取締役を務めている。スポーツのマネジメント・マンシップなどを中心とした講演・著書など多数。コメンテーターとして『朝まで生テレビ!』『新・週刊フジテレビ批評』などへの出演歴もあり。

## 来歴

### 生い立ち
静岡県三島市出身。焼津市立東益津小学校、沼津市立第四小学校、清水町立清水小学校を経て、静岡大学教育学部附属静岡中学校を卒業。静岡県立藤枝東高等学校に進学し、同校ではサッカー部に所属したが、2年生のとき怪我を理由に退部した。その後、東京大学法学部を卒業した。

### 電通にて
1980年に電通に入社する。1981年、電通の第八連絡局に配属され、トヨタ担当営業となる。1984年から1994年にかけて、FIFAワールドカップなどサッカーを中心とした団体スポーツのイベントをプロデュースした。その間一時、2002年FIFAワールドカップ日本招致委員会の事務局に出向していた。その後、1997年に電通のコーポレートコミュニケーション局に転属した。1999年には、環境問題について研究するためアメリカ合衆国にてOJT研修を受けた。また、同年より日本プロサッカーリーグの経営諮問委員会にて委員を務めた。2000年にスポーツ・ナビゲーション（のちのワイズ・スポーツ）を設立し、その代表取締役にも就任。2002年に電通を退職した。

### 電通退職後
2002年から2004年にかけて、経済産業研究所の上席研究員を務めた。また、2004年には、自らスポーツ総合研究所を設立し、その所長に就任した。2012年には、特定非営利活動法人としてスポーツマンシップ指導者育成会を設立し、その理事長に就任した。そのほか、江戸川大学の社会学部や多摩大学の大学院にて、それぞれ教授を務めた。また、立命館大学のスポーツ健康科学部においては、客員教授を兼任していた。2013年4月11日、自由民主党静岡県支部連合会からの要請を受け、静岡県知事選挙への出馬を表明した。それにともない、多摩大学を退職した。

### 静岡県知事選挙
自由民主党静岡県支部連合会では同年2月より静岡県知事選挙への準備を進めており、国会議員や中央省庁の官僚ら十数名に立候補を打診していたが、いずれも断られてしまったため、候補者選定は難航していた。その結果、県連幹部が広瀬に立候補を打診し、前向きな反応を得た頃には既に3月上旬になっており、県連として広瀬擁立を決定したのは同年4月8日となるなど、投票日まで残り少ない時間の中での立候補表明となった。自由民主党静岡県支部連合会、日本維新の会静岡県総支部 が推薦することを決め、それぞれ党本部に対しても推薦するよう上申した。ところが、静岡県内で大手企業を経営する財界人らが、自由民主党本部に対して推薦の見送りを要請するなど、異例の展開となった。また、中央政界で自公連立政権を構成することから、公明党静岡県本部に対しても推薦するよう広瀬が直接依頼したが、県本部の幹事会では広瀬の政策がわかりにくいとの指摘がなされるとともに、対立候補の政策を評価する声が挙がったことから、推薦を見送ると決定した。公明党静岡県本部は、党本部に対しても広瀬への推薦を見送るよう上申した。
一方、自由民主党では県連が党本部に推薦を上申したものの、党本部としての決定が出ないまま半月以上が経過していた。この事態に危機感を抱いた自由民主党静岡県支部連合会会長の塩谷立らは再び党本部を訪問し、同時期に行われるさいたま市長選挙では推薦を出している点を指摘し「こっち（静岡県知事選）で出ないのはおかしいじゃないか」 などの主張を展開し、幹事長の石破茂や選挙対策委員長の河村建夫に対し党本部としての推薦を出すよう懇願した。さらに後日、改めて塩谷と県連政務調査会長の中沢公彦が党本部を訪れ、石破に対して党本部としての推薦を出すよう重ねて要望したが、石破は「何も分からずに推薦できない」 と回答するなど慎重な姿勢に終始した。この状況を受け、広瀬自身が党本部を訪れ、石破や河村、副総裁の高村正彦、副幹事長の小此木八郎らに対し党本部としての推薦を出すよう依頼したが、石破は党の世論調査の結果を見て判断すると回答した。同年5月28日、自由民主党本部は、広瀬に対する党本部の推薦は見送り、支持にとどめることを正式決定した。県連からの上申を退け、党本部としての推薦を出さなかった理由について、石破は「党全体として総裁の名を冠して静岡の有権者にお願いすることはなかなか困難な点があるのではという意見があった」 と説明している。この事態を受け、いったんは推薦を決定していた日本維新の会静岡県総支部も、一転して自主投票とすることを発表し、広瀬への推薦を撤回した。
推薦は得られなかったものの自由民主党本部の支持を得たことから、選挙期間中は谷垣禎一、岸田文雄、茂木敏充、古屋圭司 ら第2次安倍内閣の閣僚や、石破茂、野田聖子、高市早苗 ら自由民主党の党三役などが次々と応援に訪れた。しかし、対立候補の川勝平太が静岡県知事選挙史上最多の108万票超を獲得したため、3倍以上の票差をつけられた広瀬はトリプルスコアで敗北した。市町村・行政区別の投票数集計では、4倍以上の票差をつけられクアドラプルスコアとなった地域もあるなど、大敗を喫した。

### 選挙落選後
静岡県知事選挙の開票結果が報道された後、選挙事務所にて挨拶し「負けは負け。言い訳するつもりはないが、選挙は素人だから、敗因は分析できない」 と主張した。広瀬を擁立した自由民主党静岡県支部連合会では、トリプルスコアでの惨敗という結果に「われわれが支援する知事選候補者としては前代未聞」 と衝撃を受けた。県連政務調査会長の中沢公彦が「想像をはるかに超える得票差。党組織のあり方も考えなくては」 と発言したが、第23回参議院議員通常選挙を控えていることなどに配慮し、県連幹部の交代などはせずそのまま続投すると発表した。開票翌日には県連会長の塩谷立が党本部にて選挙結果を報告したが、党本部の副幹事長から「恥ずかしい結果だ。支持を出した党本部の対応も問題がある」 と自戒するコメントがなされた。また、党本部の幹事長である石破茂は、敗因を分析し「準備不足と知名度不足に尽きる」 と指摘している。
しかし、県連執行部が早々に続投を表明したことから自由民主党の市町村支部からは反発の声が挙がった。自由民主党静岡市静岡支部では剣持邦昭支部長が、「一生懸命応援したが、歴史的惨敗だった。県連の責任は逃れられないと思っている。敗因を総括して、支部に報告していただくように申し入れたい」 と主張するなど、惨敗の総括と県連が責任を取ることを強く要求した。そのため、静岡市静岡支部の定期大会において、参議院議員の牧野京夫が支部関係者に「知事選ではご心労とご負担をかけた。本当に申し訳なく思っている」 と謝罪する事態となった。静岡市長や静岡県議会議員などを歴任した静岡県連常任顧問の天野進吾県議は、市町村支部の憤りに理解を示しつつも、県連執行部は2013年5月に交代したばかりである点を指摘し、現執行部を責めるのは無理があると指摘している。そのうえで、天野は「正直云って、今更ながら腑に落ちない点は、どうして『候補者・広瀬一郎』が誕生したかであります」 と述べるとともに、県連関係者にも広瀬を擁立した経緯が未だ説明されていないと指摘し、前執行部の候補者選考過程に疑義を呈している。
その後、静岡県議会の会派「自民改革会議」が議員総会を開催すると、広瀬もこれに出席して選挙での支援について謝辞を述べた。この議員総会は完全非公開の状態で行われたが、その時の広瀬の様子について、天野進吾は「憔悴した『広瀬一郎』氏が顔を出し、最後の別れの言葉を述べていきました。『これから東京に行きます』の言葉には、2度とこんな悲哀は味わいたくないの感慨と共に、『静岡との決別』の意図が込められていたよう私には感じられました」 と語っている。その後、広瀬の経営するスポーツ総合研究所の公式ウェブサイトにて、広瀬が2017年5月2日に逝去していたことが発表された。

## 主張
日中韓の新リーグ創設
広瀬は日本プロサッカーリーグ（通称「Jリーグ」）の問題点として、観客数の伸び悩み、テレビ視聴率の低下、スポンサーの減少の3つを挙げており、それを打開するために日本、中国、韓国の3か国で新リーグを創設するよう提案している。具体的には、Jリーグの上位8クラブ、中国サッカー・スーパーリーグ（通称「Cリーグ」）の上位4クラブ、Kリーグクラシック（通称「Kリーグ」）の上位4クラブ、の計16クラブで新リーグを創設するよう主張している。ただ、現行のCリーグやKリーグもさまざまな問題を抱えているが、それらの問題については「CリーグもKリーグも、八百長などが横行し問題点が多い。そこは運営能力に秀でているJリーグが『救いの手』をさしのべる」 との表現で、解決策を提示している。
北京オリンピック野球日本代表
スポーツの試合に対するコメントには、時に辛辣な表現も散見された。北京オリンピック野球3位決定戦についてのブログでは、北京オリンピック野球日本代表のことを「イエローな感じの星野Japan」 と評している。さらに日本代表に対しては、「こいつら何しに北京くんだりまで行ったんだよ。北京くんだり、ラジバンダリだよォ〜!!」 とコメントするなど、野球3位決定戦での試合内容について批判的な見解を示している。
スポーツマンシップ
広瀬は2013年に静岡県知事選挙への立候補を表明したが、その際の公約としてスポーツマンシップを掲げている。静岡新聞社の取材に対して「スポーツマンシップを取り入れることにより、行政職員のサービスが良くなる。子どもたちのいじめもなくなり、自殺も減る」 と主張した。
重点6分野
2013年の静岡県知事選挙では、「ものづくり」「暮らし」「行政」「防災」「観光」「教育」の6つを重点分野と位置づけ、分野ごとにそれぞれの個別政策を掲げた。具体的には、広瀬が得意だとされる教育分野においては「小中学校とも学力・体力日本一」「スポーツ王国静岡の復活」 などを個別政策として掲げていた。
静岡県内の地域別の課題
静岡県知事選挙を目前に控えた2013年4月、中日新聞社の東海本社にて選挙に賭ける思いについて語った。その際には、現職の川勝平太と自らを比較し「ぼくは十年ほど海外にも行き、ビジネスを知っている。実務能力を生かしたい」 などと発言するなど、自信を覗かせた。しかし、県内の地域ごとの課題について話が及ぶと、「どの辺りが違うのか」 などと発言するなど、県内の地域ごとの実情を全く何も把握していなかったことが露呈した。『中日新聞』では「県内各地域の課題には『どの辺りが違うのか』と述べ、研究中であることを明かした」 と婉曲な表現で報じている。
伊豆半島にサッカー場新設
2013年の静岡県知事選挙では伊豆半島にサッカー場を新設することで観光客を誘致するという政策を打ち出した。静岡県知事選挙の公開討論会の席上、「温暖な伊豆半島にJリーグの合宿地を作る」 という政策を主張した。下田市での遊説においては「サッカーグラウンドを4面つくって下さい」 と呼びかけ、聴衆に「絵に描いた餅にならないよう力を総結集して下さい」 と訴えるなど、サッカー場による観光振興策を力説した。
環太平洋戦略的経済連携協定
環太平洋戦略的経済連携協定には反対する姿勢をとっている。静岡県知事選挙への立候補に際し、農業協同組合関係者らに対して環太平洋戦略的経済連携協定交渉参加に反対する考えを伝えたとされる。静岡県農業協同組合中央会会長の夏目善宇によれば「TPP交渉参加に絶対反対の立場を話していただき、文面も取り交わした」 という。その結果、静岡県農政対策協議会から推薦状を受領している。
演説のスタイル
静岡県知事選挙では、外来語を多用する演説を繰り返した。そのため、演説を聴いた支援者の間で「話が難解で、有権者に伝わりにくい」 という声が当初から挙がっていた。これを受け、自由民主党静岡県支部連合会の幹部が演説について再三指導してくれたが、広瀬はこの県連幹部を「小じゅうとのようだ」 と評するなど不満を漏らしていた。また、演説での言葉遣いを問題視する意見も挙がっており、広瀬の陣営幹部が「演説の言葉が乱暴すぎる。何度も注意したんだけど変わらなかった。賢いと思っていたんだけど…。擁立したのは失敗だったかなあ」 とコメントするなど、広瀬の演説スタイルは大きな話題となった。後年、広瀬は「『演説とは何か』を理解するのに1ヶ月を要したのだ! この時間的なロスは実にバカバカしいし、精神的にもかなり疲れる。『六十の手習い』の苦労を一番意識させられたのが、『演説』だった」 と述懐している。
静岡県知事選挙の敗因
静岡県知事選挙にて大敗を喫した際、当初は「選挙は素人だから、敗因は分析できない」 と述べていたが、その後一転して「選挙を通じて『静岡のためには誰がいいのか?』という言わば民主主義の原則に基づいた選択基準を耳にしたことがほとんど皆無だった。選挙民は『自分個人の好み』を優先していた嫌いがあった」（原文ママ）と主張するなど、静岡県の有権者の判断に問題があったとの持論を展開、有権者を批判し始めた。さらに静岡県知事選挙について「まさに『AKB総選挙』と同質である。AKBのセンターポジションを獲得する娘は、決して歌が一番上手いわけでもなく、一番奇麗な娘でもなく、ダンスや演技やトークが一番上手いわけでもない」 と断じるなど、2013年の静岡県知事選挙は「AKB48 32ndシングル 選抜総選挙」等と同レベルだったと批判した。

## 人物
経営品質協議会認定セルフアセッサーの資格を所持している。自身のふるさとについては、下田市での演説では「伊豆の出身です」 と発言し、静岡市での演説では「私は静岡出身の静岡っ子だ」 と発言している。なお、公式ウェブサイトには「出身地：静岡県三島市」 と記載されている。また、東京電力や日本プロサッカーリーグについて論じたブログの中においては、「我が家は私で3代目だが、初代も2代目も、日本脱出を試みて果たせなかった。4代目の我が家の豚児達が、3代果たせなかった夢を実現するのだろうかと考える日々」 と記しており、日本を脱出するのが夢だったと語っている。静岡県知事選挙に出馬した際のキャッチフレーズは「静岡を、取り戻す」 であった。

## 家族・親族
大阪市長を経て貴族院議員を務めた關一の母親と、広瀬の祖父はきょうだいであるため、關一は広瀬のいとこおじにあたる。また、關一の孫であり同じく大阪市長を務めた關淳一は、広瀬の再従甥にあたる。
- いとこおじ：關一（政治学者・政治家） - 東京高等商業学校教授、大阪市長、貴族院議員
- 再従甥：關淳一（医学者・政治家） - 大阪市立大学医学部講師、大阪市長

## 略歴
- 1955年 - 静岡県にて誕生。
- 1980年 - 東京大学法学部卒業。
- 1980年 - 電通入社。
- 1981年 - 電通第八連絡局配属。
- 1994年 - 2002年FIFAワールドカップ日本招致委員会事務局出向。
- 1997年 - 電通コーポレートコミュニケーション局配属。
- 1999年 - 日本プロサッカーリーグ経営諮問委員会委員。
- 2000年 - スポーツ・ナビゲーション社長。
- 2002年 - 電通退職。
- 2002年 - 経済産業研究所上席研究員。
- 2004年 - スポーツ総合研究所所長。
- 2004年 - 経済産業研究所退職。
- 2005年 - 江戸川大学社会学部教授。
- 2008年 - 多摩大学大学院教授。
- 2008年 - 日本ラグビー協会トップリーグ事業委員会委員。
- 2008年 - 立教大学コミュニティ福祉学部兼任講師。
- 2012年 - スポーツマンシップ指導者育成会理事長。
- 2013年 - 静岡県知事選挙落選。
- 2017年 - 死去。

## 著作

### 単著
- 広瀬一郎著『プロのためのスポーツマーケティング』電通、1994年。ISBN 4885530679
- 広瀬一郎著『メディアスポーツ』読売新聞社、1997年。ISBN 4643971061
- 広瀬一郎著『ドットコム・スポーツ――IT時代のスポーツ・マーケティング』ティビーエス・ブリタニカ、2000年。ISBN 4484002191
- 広瀬一郎著『スポーツマンシップを考える』ベースボール・マガジン社、2002年。ISBN 4583037228
- 広瀬一郎著『新スポーツマーケティング――制度変革に向けて』創文企画、2002年。ISBN 4921164177
- 広瀬一郎著『「Jリーグ」のマネジメント――「百年構想」の「制度設計」はいかにして創造されたか』東洋経済新報社、2004年。ISBN 4492501282
- 広瀬一郎著『スポーツ・マネジメント入門――24のキーワードで理解する』東洋経済新報社、2005年。ISBN 4492501355
- 広瀬一郎著『スポーツマンシップを考える』増補・改訂版、小学館、2005年。ISBN 4093875723
- 広瀬一郎著『サッカーマーケティング――世界を熱狂させるビッグビジネスの軌跡と展望』ブックハウス・エイチディ、2006年。ISBN 4938335255
- 広瀬一郎著『極私的サッカー見聞録――フットボールと世界がつながる11章』東邦出版、2010年。ISBN 9784809408557
- 広瀬一郎著『スポーツマンシップ立国論――「尊重」と「覚悟」を育む――今求められる人材育成戦略』小学館、2010年。ISBN 9784093881173
- 広瀬一郎著『10年後、仕事で差がつく戦略思考――一生役立つ「考えるスキル」の磨きかた』東洋経済新報社、2011年。ISBN 9784492533000
- 広瀬一郎著『サッカービジネスの基礎知識 = Basic knowledge of soccer business――一「Jリーグ」の経営戦略とマネジメント』東邦出版、2012年。ISBN 9784809410178
- 広瀬一郎著『「スポーツビジネス論」講義――一スポーツはいかにして市場の商品となったか』創文企画、2012年。ISBN 9784864130219

### 共著
- 広瀬一郎・山本真司著『ビジネスで大事なことはマンチェスター・ユナイテッドが教えてくれる――勝つための経営戦略のつくり方』近代セールス社、2013年。ISBN 9784765011761

### 編著
- 広瀬一郎編著『スポーツMBA――master of business administration』創文企画、2006年。ISBN 4921164444
- 広瀬一郎編著『スポーツ・マネジメント理論と実務』東洋経済新報社、2009年。ISBN 9784492501948

### 編纂
- 広瀬一郎編『スポーツマーケティングを学ぶ』創文企画、2007年。ISBN 9784921164515